# Tempel von Eridu

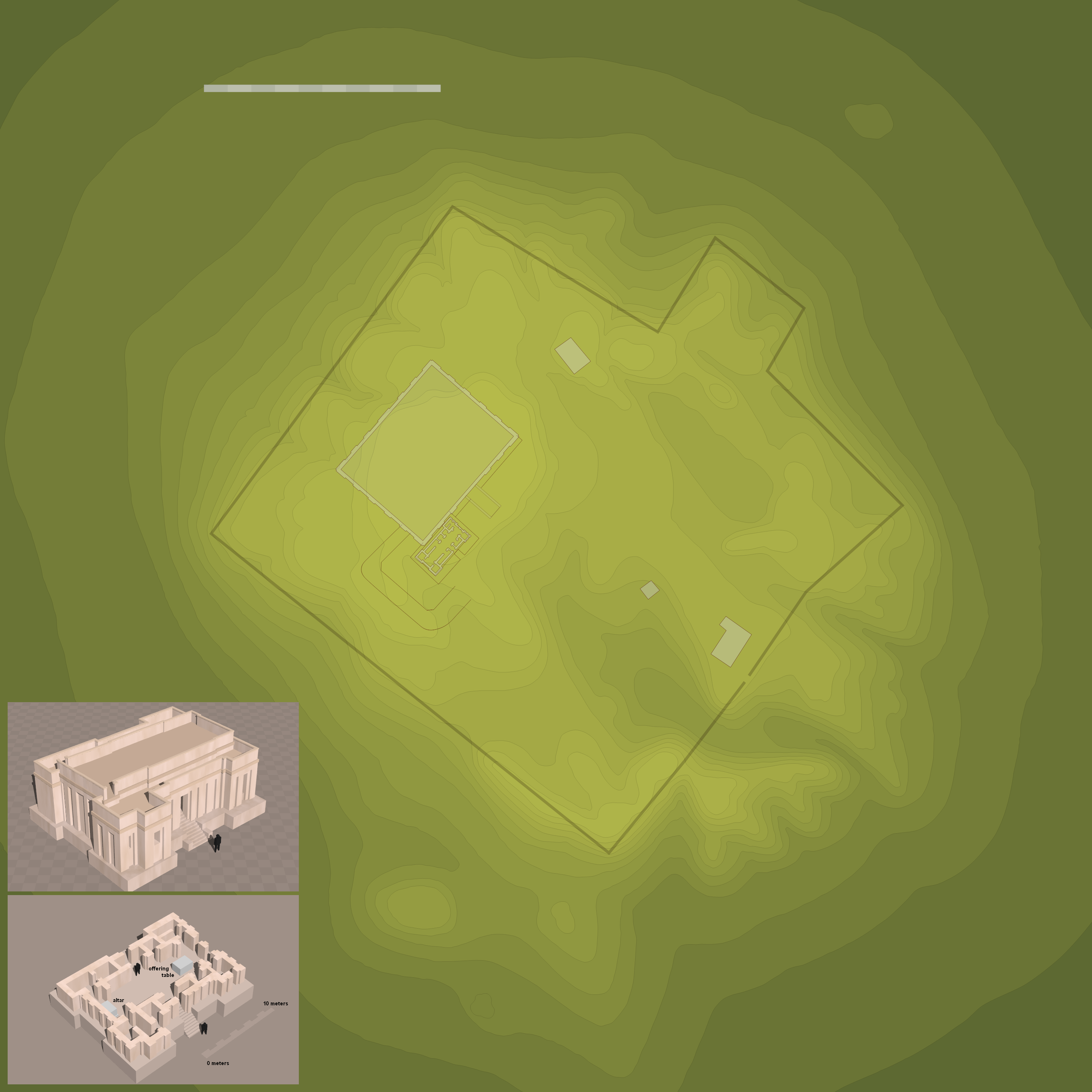
Lage der wichtigsten Gebäude in Eridu mit Rekonstruktion des Tempels

Der Tempel von Eridu ist ein im zentralen Ruinenhügel des Fundorts Eridu (heute Tell Abū Šaḫrēn) in Südmesopotamien (Süd-Irak) entdecktes, sakrales Bauwerk. Insgesamt 18 Bauschichten des Tempels, ab der späten Obed-Zeit, wurden ausgegraben und erforscht. Da diese Schichten einander überlagern, wuchs das Bauwerk zunehmend zu einer Hochterrasse an, die später von Ur-Nammu zu einer Zikkurat ausgebaut wurde.
Der Tempel von Eridu entspricht in seiner Architektur dem prototypischen mesopotamischen Tempel. Sein wesentliches Element war ein langgestreckter, symmetrischer Mittelsaal. An dessen Seiten lagen weitere, weniger symmetrisch angeordnete Kammern. Die Außenfassade war durch Pfeiler und Nischen gegliedert. Zugänglich war das auf einem Sockel angelegte Gebäude durch einen seitlichen Eingang, zu welchem eine Treppe hinaufführte. An der südwestlichen Schmalwand konnte ein Podest ausgemacht werden, ihm gegenüber stand im nordöstlichen Bereich des Tempels ein Opferaltar.